# Leszek (Dobrin)
Leszek (* um 1300; † vor 1316) war ein polnischer Herzog aus dem Adelsgeschlecht der kujawischen Piasten.

## Leben
Leszek war Sohn von Herzog Siemowit von Dobrin († 1312) und Anastasia von Galizien, der Tochter des ruthenischen Fürsten Leo I. von Galizien. Leszek verstarb in jungen Jahren, bevor er das Erbe seines Vaters antreten konnte. Er heiratete nicht und hatte keine Kinder. Das Dobriner Land ging an seine Brüder.